# 3-я Кабельная улица
Тре́тья Ка́бельная у́лица (название 8 мая 1950 года) — улица в Юго-Восточном административном округе города Москвы на территории района Лефортово.

## Описание
Проходит между 2-м Кабельным проездом и Авиамоторной улицей параллельно 2-й Кабельной улице.

## Происхождение названия
Улица названа 8 мая 1950 года по заводу Москабель. Располагается параллельно 1-й и 2-й Кабельным улицам.

## Здания и сооружения
По нечётной стороне:
- 1 — Учебный корпус МФЮА
- 3а — Детский сад № 1735
- 5/26 — МНИИ «Интеграл»

По чётной стороне:
- 2, 4/28 — Жилые дома для американских специалистов, 1929 г., арх. М. Мотылёв[2]
- 6/28 — Жилой дом

## Транспорт
- Ближайшая станции метро  Авиамоторная и  Авиамоторная.
- Железнодорожная платформа «Авиамоторная» Казанского направления МЖД.
- По улице общественный транспорт не ходит, по соседней Авиамоторной улице проходят автобусные маршруты м6, 59, 440, 987.